# Xian de Gucheng (Hebei)
Pour les articles homonymes, voir Gucheng.
Le xian de Gucheng (故城县 ; pinyin : Gùchéng Xiàn) est un district administratif de la province du Hebei en Chine. Il est placé sous la juridiction de la ville-préfecture de Hengshui.

## Démographie
La population du district était de 451 447 habitants en 1999.